# Classifica dei marcatori della Premier League

## Classifica
Di seguito è riportata la classifica dei giocatori che hanno realizzato almeno 100 goal in Premier League. 
In grassetto sono indicati i calciatori ancora militanti in Premier League.
In corsivo sono indicati i calciatori militanti in campionati diversi dalla Premier League.
Elenco aggiornato al 3 giugno 2025.
| #  | Naz.                         | Nome                    | Reti | Pres. | Media | Prima | Ultima | Reti per squadra                                                                              |
| -- | ---------------------------- | ----------------------- | ---- | ----- | ----- | ----- | ------ | --------------------------------------------------------------------------------------------- |
| 1  | Inghilterra (bandiera)       | Alan Shearer            | 260  | 441   | 0,59  | 1992  | 2006   | 112 Blackburn, 148 Newcastle Utd                                                              |
| 2  | Inghilterra (bandiera)       | Harry Kane              | 213  | 320   | 0,67  | 2011  | 2023   | 213 Tottenham                                                                                 |
| 3  | Inghilterra (bandiera)       | Wayne Rooney            | 208  | 491   | 0,42  | 2002  | 2018   | 25 Everton, 183 Manchester Utd                                                                |
| 4  | Inghilterra (bandiera)       | Andy Cole               | 187  | 415   | 0,45  | 1993  | 2008   | 43 Newcastle Utd, 93 Manchester Utd, 27 Blackburn, 12 Fulham, 9 Manchester City, 3 Portsmouth |
| 5  | Egitto (bandiera)            | Mohamed Salah           | 186  | 301   | 0,62  | 2014  |        | 2 Chelsea, 184 Liverpool                                                                      |
| 6  | Argentina (bandiera)         | Sergio Agüero           | 184  | 275   | 0,67  | 2011  | 2021   | 184 Manchester City                                                                           |
| 7  | Inghilterra (bandiera)       | Frank Lampard           | 177  | 611   | 0,29  | 1995  | 2015   | 24 West Ham Utd, 147 Chelsea, 6 Manchester City                                               |
| 8  | Francia (bandiera)           | Thierry Henry           | 175  | 258   | 0,67  | 1999  | 2012   | 175 Arsenal                                                                                   |
| 9  | Inghilterra (bandiera)       | Jermain Defoe           | 163  | 496   | 0,33  | 2000  | 2019   | 18 West Ham Utd, 91 Tottenham, 16 Portsmouth, 34 Sunderland, 4 Bournemouth                    |
| 10 | Inghilterra (bandiera)       | Robbie Fowler           | 162  | 379   | 0,43  | 1993  | 2009   | 128 Liverpool, 14 Leeds Utd, 20 Manchester City                                               |
| 11 | Inghilterra (bandiera)       | Michael Owen            | 150  | 326   | 0,46  | 1996  | 2013   | 118 Liverpool, 26 Newcastle Utd, 5 Manchester Utd, 1 Stoke City                               |
| 12 | Inghilterra (bandiera)       | Les Ferdinand           | 149  | 349   | 0,43  | 1992  | 2005   | 60 QPR, 41 Newcastle Utd, 33 Tottenham, 2 West Ham Utd, 12 Leicester City, 1 Bolton           |
| 13 | Inghilterra (bandiera)       | Teddy Sheringham        | 146  | 418   | 0,35  | 1992  | 2007   | 1 Nottingham Forest, 97 Tottenham, 31 Manchester Utd, 9 Portsmouth, 8 West Ham Utd            |
| 14 | Inghilterra (bandiera)       | Jamie Vardy             | 145  | 342   | 0,42  | 2014  |        | 145 Leicester City                                                                            |
| 15 | Paesi Bassi (bandiera)       | Robin van Persie        | 144  | 280   | 0,51  | 2004  | 2015   | 96 Arsenal, 48 Manchester Utd                                                                 |
| 16 | Paesi Bassi (bandiera)       | Jimmy Floyd Hasselbaink | 127  | 288   | 0,44  | 1997  | 2007   | 34 Leeds Utd, 69 Chelsea, 22 Middlesbrough, 2 Charlton                                        |
|    | Corea del Sud (bandiera)     | Son Heung-min           | 127  | 333   | 0,38  | 2015  |        | 127 Tottenham                                                                                 |
| 18 | Irlanda (bandiera)           | Robbie Keane            | 126  | 349   | 0,36  | 1999  | 2012   | 12 Coventry City, 13 Leeds Utd, 91 Tottenham, 5 Liverpool, 2 West Ham Utd, 3 Aston Villa      |
| 19 | Francia (bandiera)           | Nicolas Anelka          | 125  | 364   | 0,34  | 1996  | 2014   | 23 Arsenal, 4 Liverpool, 37 Manchester City, 21 Bolton, 38 Chelsea, 2 West Bromwich           |
| 20 | Trinidad e Tobago (bandiera) | Dwight Yorke            | 123  | 375   | 0,33  | 1992  | 2009   | 60 Aston Villa, 48 Manchester Utd, 12 Blackburn, 2 Birmingham City, 1 Sunderland              |
|    | Inghilterra (bandiera)       | Raheem Sterling         | 123  | 396   | 0,31  | 2012  |        | 18 Liverpool, 91 Manchester City, 14 Chelsea, 0 Arsenal                                       |
| 22 | Belgio (bandiera)            | Romelu Lukaku           | 121  | 278   | 0,44  | 2011  | 2022   | 17 West Bromwich, 68 Everton, 28 Manchester Utd, 8 Chelsea                                    |
|    | Inghilterra (bandiera)       | Steven Gerrard          | 121  | 504   | 0,24  | 1998  | 2015   | 121 Liverpool                                                                                 |
| 24 | Inghilterra (bandiera)       | Ian Wright              | 113  | 213   | 0,53  | 1992  | 1999   | 104 Arsenal, 9 West Ham Utd                                                                   |
| 25 | Senegal (bandiera)           | Sadio Mané              | 111  | 263   | 0,42  | 2014  | 2022   | 21 Southampton, 90 Liverpool                                                                  |
| 26 | Inghilterra (bandiera)       | Dion Dublin             | 110  | 312   | 0,35  | 1992  | 2004   | 2 Manchester Utd, 61 Coventry City, 47 Aston Villa                                            |
|    | Inghilterra (bandiera)       | Emile Heskey            | 110  | 516   | 0,21  | 1994  | 2012   | 33 Leicester City, 39 Liverpool, 14 Birmingham City, 15 Wigan, 9 Aston Villa                  |
| 28 | Galles (bandiera)            | Ryan Giggs              | 108  | 632   | 0,17  | 1992  | 2014   | 108 Manchester Utd                                                                            |
| 29 | Inghilterra (bandiera)       | Paul Scholes            | 107  | 499   | 0,21  | 1993  | 2013   | 107 Manchester Utd                                                                            |
| 30 | Inghilterra (bandiera)       | Darren Bent             | 106  | 277   | 0,38  | 2000  | 2014   | 1 Ipswich Town, 31 Charlton, 18 Tottenham, 32 Sunderland, 21 Aston Villa, 3 Fulham            |
|    | Inghilterra (bandiera)       | Peter Crouch            | 106  | 467   | 0,23  | 2002  | 2018   | 6 Aston Villa, 12 Southampton, 22 Liverpool, 10 Portsmouth, 12 Tottenham, 44 Stoke City       |
| 32 | Costa d'Avorio (bandiera)    | Didier Drogba           | 104  | 254   | 0,41  | 2004  | 2015   | 104 Chelsea                                                                                   |
| 33 | Portogallo (bandiera)        | Cristiano Ronaldo       | 103  | 236   | 0,45  | 2003  | 2022   | 103 Manchester Utd                                                                            |
| 34 | Inghilterra (bandiera)       | Matthew Le Tissier      | 101  | 270   | 0,37  | 1992  | 2002   | 101 Southampton                                                                               |

## Giocatori in attività con il maggior numero di goal[2]
Elenco aggiornato al 19 maggio 2025
| Pos | Naz.                     | Giocatore       | Gol | Pres | Media | Squadre                                                                 | Prima |
| --- | ------------------------ | --------------- | --- | ---- | ----- | ----------------------------------------------------------------------- | ----- |
| 1   | Egitto (bandiera)        | Mohamed Salah   | 185 | 300  | 0,62  | 2 Chelsea, 183 Liverpool                                                | 2013  |
| 2   | Inghilterra (bandiera)   | Jamie Vardy     | 145 | 342  | 0,42  | 145 Leicester City                                                      | 2014  |
| 3   | Corea del Sud (bandiera) | Son Heung-min   | 127 | 333  | 0,38  | 127 Tottenham                                                           | 2015  |
| 4   | Inghilterra (bandiera)   | Raheem Sterling | 123 | 395  | 0,31  | 18 Liverpool, 91 Manchester City, 14 Chelsea, 0 Arsenal                 | 2011  |
| 5   | Inghilterra (bandiera)   | Marcus Rashford | 89  | 297  | 0,30  | 87 Manchester Utd, 2 Aston Villa                                        | 2015  |
| 5   | Nuova Zelanda (bandiera) | Chris Wood      | 89  | 262  | 0,34  | 1 Leicester City, 49 Burnley, 4 Newcastle Utd, 35 Nottingham Forest     | 2008  |
| 7   | Inghilterra (bandiera)   | Callum Wilson   | 88  | 238  | 0,37  | 41 Bournemouth, 47 Newcastle Utd                                        | 2015  |
| 8   | Norvegia (bandiera)      | Erling Haaland  | 84  | 96   | 0,87  | 84 Manchester City                                                      | 2022  |
| 9   | Brasile (bandiera)       | Gabriel Jesus   | 76  | 229  | 0,33  | 58 Manchester City, 18 Arsenal                                          | 2016  |
| 10  | Inghilterra (bandiera)   | Danny Welbeck   | 74  | 353  | 0,21  | 26 Manchester Utd, 16 Arsenal, 2 Watford, 30 Brighton                   | 2008  |
| 11  | Inghilterra (bandiera)   | Danny Ings      | 72  | 239  | 0,31  | 11 Burnley, 3 Liverpool, 41 Southampton, 13 Aston Villa, 4 West Ham Utd | 2014  |
| 12  | Belgio (bandiera)        | Kevin De Bruyne | 70  | 277  | 0,26  | 70 Manchester City                                                      | 2013  |
| 13  | Inghilterra (bandiera)   | Ollie Watkins   | 69  | 170  | 0,41  | 69 Aston Villa                                                          | 2020  |
| 14  | Giamaica (bandiera)      | Michail Antonio | 68  | 268  | 0,25  | 68 West Ham Utd                                                         | 2015  |